# 2151 Hadwiger
2151 Hadwiger је астероид главног астероидног појаса чија средња удаљеност од Сунца износи 2,563 астрономских јединица (АЈ).
Апсолутна магнитуда астероида је 11,1.